# Geschichte des byzantinischen Staates
Geschichte des byzantinischen Staates ist ein Buch des jugoslawischen Byzantinisten und Universitätsprofessors russischer Herkunft Georg Ostrogorsky, das erstmals 1940 im Verlag C. H. Beck veröffentlicht wurde. Nach dem Erscheinen erhielt das Buch viele positive Bewertungen, weshalb es zwei deutschsprachige überarbeitete Auflagen erlebte und in mehrere Sprachen übersetzt wurde, so unter anderem ins Englische, Russische, Französische, Serbische, Griechische, Ungarische und Koreanische.
Das Buch ist in acht Kapitel unterteilt. In seiner Zeit war das Buch nach Krumbachers Geschichte der byzantinischen Literatur (1897) die erste vollständige historische Darstellung der Geschichte des byzantinischen Staates von der Einrichtung seiner Hauptstadt Konstantinopel unter Konstantin dem Großen bis zum Untergang der Stadt 1453.

## Auflagen
Das Buch ist als Ergebnis langjähriger Forschung entstanden. Es wurde aus verschiedenen Artikeln zusammengefasst. Ursprünglich wurde es in deutscher Sprache veröffentlicht. Die ersten vier deutschsprachigen Auflagen wurden im Verlag C. H. Beck veröffentlicht: die erste 1940, die zweite 1952, die dritte 1963 und die vierte 1965. Die erste Auflage umfasste 448 Seiten (412 Seiten Text mit der Einleitung), die zweite 496 Seiten, die dritte 514 Seiten (473 Seiten Text mit der Einleitung) und die vierte 569 Seiten. Die vierte Becksche Auflage ist eine Sonderausgabe ohne Quellen und Literaturangaben, die für eine breitere Leserschaft gedacht war. Diese Sonderausgabe bildete die Grundlage für einige spätere Nachdrucke und Übersetzungen.

## Übersetzungen
Die erste Übersetzung des Buches erschien in serbischer Sprache und wurde im Verlag Prosveta als Universitätslehrbuch ohne textkritischen Apparat veröffentlicht (1947).
Aus der zweiten deutschsprachigen Auflage wurde das Buch ins Französische und Englische übersetzt. Die französische Übersetzung wurde unter dem Titel Histoire de l’état byzantin 1956 in Paris veröffentlicht. Die englische Übersetzung erschien unter dem Titel History of the Byzantine State zuerst 1956 in Oxford, dann in New Brunswick in der Veröffentlichungsreihe Byzantine series der Rutgers University.
Aufgrund der Beckschen Auflage 1963 wurde das Buch ins Italienische übersetzt.
Auf Basis der Beckschen Sonderausgabe 1965 wurde das Buch 1967 auch in die polnische Sprache übersetzt.

## Kapitel des Buches
- I. Grundzüge der frühbyzantinischen Staatsentwicklung (324–619)
- II. Der Kampf um die Existenz und die Erneuerung des byzantinischen Staates (610–711)
- III. Das Zeitalter der ikonoklastischen Krise (711–843)
- IV. Die Blütezeit des byzantinischen Kaisertums (843–1025)
- V. Die Herrschaft des hauptstädtischen Beamtenadels (1025–1081)
- VI. Die Herrschaft des Militäradels (1081–1204)
- VII. Die lateinische Herrschaft und die Restauration des byzantinischen Kaiserreiches (1204–1282)
- VIII. Verfall und Untergang des byzantinischen Reiches (1282–1453)